# エルンスト＝ヨハン・テッチュ
エルンスト＝ヨハン・テッチュ（Ernst-Johann Tetsch, 1916年10月28日 - 1993年11月11日）は、ドイツの軍人。第二次世界大戦中、武装親衛隊の隊員として戦った。騎士鉄十字章受章者の1人。最終階級は、親衛隊少佐。

## 経歴
1916年、カールスルーエに生を受ける。初等教育を受けた後、SS特務隊(SS-VT)に志願。隊員番号199,968を与えられ、ゲルマニア連隊(SS-Standarte Germania)に配属された。また、この際に国家社会主義ドイツ労働者党（NSDAP, ナチ党）にも入党し、党員番号5,262,862を与えられている。その後、SS士官を志願してブラウンシュヴァイクのSS士官学校に入校。

### 第二次世界大戦
テッチュはSS特務師団ゲルマニア連隊の一員として第二次世界大戦の勃発を迎えた。フランス方面作戦の達成後、SS特務師団はさらに再編成されSS師団ダズ・ライヒとなり、この際にテッチュは第2SS装甲連隊第8重戦車中隊の中隊長に就任している。1943年7月には第2SS装甲連隊第3大隊長となり、同年10月までこの職を務めた。第3大隊は鹵獲されたT-34戦車から成る部隊で、第2SS戦車猟兵大隊から引きぬかれた兵士がこれの操縦にあたっていた。
1944年、テッチュは第10SS装甲師団フルンツベルクに転属し、同師団所属の第10SS装甲連隊第1大隊長に就任した。第1大隊はパンター戦車から成る部隊であった。同大隊長として東部戦線に従軍してた最中の1945年3月に騎士鉄十字章を受章。その後まもなくして第10SS装甲連隊長となり、敗戦までこの職を務めた。

## 戦後
戦後、テッチュはエスリンゲンのベセリーラ兵舎に設置されていたアメリカ陸軍の第3936労働サービス局(3936th Labor Service Center)に少佐(Major)の階級で雇われ、1958年まで務めた。1993年11月11日死去。